# Vlag van Wartena

Vlag van Wartena

De vlag van Wartena is het dorpsvlag van het Nederlandse dorp Wartena, in de Friese gemeente Leeuwarden. In de zomer van 1973 adopteerde de "Stifting Jachthaven" Warten een eigen vlag, ontworpen door de "Fryske Rie foar Heraldyk", waarin de zwaan en het penning een plaats kregen. Op 25 januari 1974 werd tijdens een bijeenkomst van de verenigingen van V.V.V. en Dorpsbelang ook deze vlag voor het dorp goedgekeurd en nu wordt er nog over nagedacht hoe ze het wapen weer kunnen gebruiken. De vlag werd in 1974 geregistreerd.

## Beschrijving
De beschrijving van de vlag is als volgt:
In vieren verdeeld over het kruis van rood en wit. Boven in de hijs een witte zwaan met staande vleugels, onderaan in de hijs een rode bal.
De kleuren zijn afkomstig van het dorpswapen.

## Symboliek
- Zwaan: verwijzen naar het water in de omgeving van het dorp.[3]

Bal: ontleend aan mogelijke pompeblêden uit het wapen van Wartena.
- Kleurstelling: zou afkomstig kunnen zijn van het wapen van Oostergo.[3]